# BUNT
BUNT war eine Band aus Speyer und Umland um den Liedermacher Ulrich Zehfuß, die in der Besetzung Gitarre, E-Bass und Kontrabass, Geige, Querflöte, Klavier, Keyboard, Akkordeon und Schlagzeug Folk-Rock mit deutschen, teilweise pfälzischen Texten spielten.

## Geschichte
BUNT spielten fast ausschließlich Kompositionen des Bandleaders Ulrich Zehfuß, lediglich zwei Coverversionen wurden in der langen Bandgeschichte arrangiert und aufgenommen: Dona, Dona von Aaron Zeitlin (Text) und Sholom Secunda (Musik) (BUNT I) sowie Gras von Gerhard Gundermann (Man gehört einfach dazu). Die Musik setzte sich aus Elementen von Folk, Rock, Ska, Polka und Klezmer zusammen, während die Texte spritzig, aktuell und vom Pfälzer Humor geprägt waren, dem aber auch das Quäntchen Nachdenklichkeit nicht fehlte.
Mit der Veröffentlichung mehrerer CDs in pfälzischer Mundart etablierten sich die Musiker als junge Repräsentanten dieses Landes, was "Die Barden der neuen Pfalz" auch auf Konzertreisen nach Gniezno (Polen), Dijon (Frankreich) und Italien führte. In Deutschland war BUNT auf vielen Konzerten auf Kleinkunstbühnen, Live Musikclubs und verschiedenen Festivals zu sehen, darunter auch im Vorprogramm der Kelly Family (World Nature Festival München), Right Said Fred (Museumsplatz Bonn) oder Nina Hagen (Oberwerth). Die letzte CD von BUNT erschien 2004, aufgenommen in den Danzmusik-Studios in Berlin. Mit den Produzenten Ritchie Barton und Uwe Hassbecker konnten zwei erfahrene Musiker gewonnen werden, die jahrelang den Liedermacher Gerhard Gundermann produzierten und Mitglieder der Rockband Silly sind.
Nach der Gründung im Jahre 1989 gab es immer wieder Änderungen in der Besetzung. An der Geige waren neben Anne König und Juliane Reiß noch Mathis Münchbach zu hören, bevor Christian Herzberger übernahm. Am Schlagzeug saßen Gernot Kunz und Michael Reitze, der 1994 bei einem Verkehrsunfall ums Leben kam. Ralf Wentz spielt fortan Schlagzeug. Am Bass übernahm Matthis TC Debus von Ingo Joe Feisthamel. Als erste Flötistin spielte Regine Hoffmann bei BUNT, bevor Primin Grehl in die Band einstieg. 
Die Musiker sind heute alle in neuen Projekten tätig. Ulrich Zehfuß tritt als Solokünstler weiterhin mit eigenen Liedern auf, darunter auch Lieder aus Zeiten mit BUNT und ist Mitglied der Jury beim Treffen Junge Musik-Szene der Berliner Festspiele. Pirmin Grehl ist Flötist beim Konzerthausorchester Berlin, Ralf Wentz unterrichtet Schlagzeug und spielt in verschiedenen Projekten, ebenso wie Matthias Debus der unter anderem beim Alexandra Lehmler Quintett spielt. Christian Herzberger tourt mit verschiedenen Bands und spielt unter anderem bei den Session AllStars. Christopher Schröck spielt Akkordeon und Keyboards bei der Münchner Band Zwoastoa.

## Preise und Auszeichnungen
- Treffen Junge Musikszene (Treffen Junge Musik-Szene), 1991, Berlin
- Treffen Junge Musikszene (Treffen Junge Musik-Szene), 1992, Berlin
- Treffen Junge Musikszene (Treffen Junge Musik-Szene), 1993, Berlin
- Rockpreis Stadt Speyer, 1992, Speyer
- Rockpreis Stadt Speyer, 1995, Speyer
- Landesnachwuchsfestival Rock&Pop, 1994, Rheinland-Pfalz
- Unsere Bühne, 1996, SWR 3
- Pamina Rockpreis, 2000

## Diskografie

### Studioalben
- „Bunt I“: 1993, SCAT Studios, Offenbach
- „Bunt II“: 1995, SCAT Studios, Offenbach
- „Aufbruch“: 1996, K&K Verlagsanstalt, Herxheim
- „Der Weg“: 1998, K&K Verlagsanstalt, Mörzheim
- „Es Echte“: 2002, Neueinspielung der vergriffenen „Aufbruch“, Atlas Tonstudio, Oberotterbach
- „Man gehört einfach dazu“: 2004, Danzmusik Studio, Berlin

### Sampler
- Music Live VII: 1994, CD der Gewinner des Landesnachwuchsfestivals
- Unsere Bühne 96: 1996, CD der Teilnehmer des Wettbewerbs „Unsere Bühne“
- Pamina Rockfestival 2000: 2000, CD der Finalteilnehmer des Pamina Rockfestivals